# Ascending to Infinity
Ascending to Infinity – pierwszy album studyjny włoskiego zespołu Luca Turilli’s Rhapsody. Został wydany w 29 czerwca 2012 przez Nuclear Blast.

## Lista utworów
Opracowano na podstawie materiału źródłowego.
| Nr               | Tytuł                                                                                               | Czas  |
| ---------------- | --------------------------------------------------------------------------------------------------- | ----- |
| 1.               | "Quantum X"                                                                                         | 2:25  |
| 2.               | "Ascending to Infinity"                                                                             | 6:15  |
| 3.               | "Dante's Inferno"                                                                                   | 4:56  |
| 4.               | "Excalibur"                                                                                         | 8:06  |
| 5.               | "Tormento e Passione"                                                                               | 4:51  |
| 6.               | "Dark Fate of Atlantis"                                                                             | 6:29  |
| 7.               | "Luna"                                                                                              | 4:15  |
| 8.               | "Clash of the Titans"                                                                               | 4:14  |
| 9.               | "Of Michael the Archangel and Lucifer's Fall" I. In Profundis II. Fatum Mortalis III. Ignis Divinus | 16:02 |
| Utwory dodatkowe | |       |
| Nr               | Tytuł                                                                                               | Czas  |
| 10.              | "March of Time" (Limited edition)                                                                   | 5:51  |
| 11.              | "In the Mirror" (Japanese edition)                                                                  | 3:37  |

## Twórcy
Opracowano na podstawie materiału źródłowego.
- Alessandro Conti – wokal
- Luca Turilli – gitara elektryczna, Instrumenty klawiszowe, muzyka, słowa
- Dominique Leurquin – gitara elektryczna
- Patrice Guers – gitara basowa
- Alex Holzwarth – perkusja